# Реморкер
Реморкер (фр. remorqueur) је брод који се користи за маневрисање, првенствено вучом или гурањем, других пловила (видети бродски транспорт) у лукама, на отвореном мору, рекама или каналима. Реморкерима се такође тегле барже, оштећени бродови и слични пловни објекти.